# Armeria sampaioi
Armeria sampaioi é uma espécie de planta com flor pertencente à família Plumbaginaceae. 
A autoridade científica da espécie é (Bernis) Nieto Fel., tendo sido publicada em Anales del Jardín Botánico de Madrid 44: 328. 1987.

## Portugal
Trata-se de uma espécie presente no território português, nomeadamente em Portugal Continental.
Em termos de naturalidade é endémica da região atrás referida.

## Protecção
Encontra-se protegida por legislação portuguesa ou da Comunidade Europeia, nomeadadamente pelo Anexo V da Directiva Habitats e pelo Anexo  da Convenção sobre a Vida Selvagem e os Habitats Naturais na Europa.